# Orsodacnidae
Die Orsodacnidae sind eine kleine Familie der Käfer aus der Überfamilie der Blattkäferartigen (Chrysomeloidea). Traditionell wurden sie meist als Unterfamilie Orsodacninae der Blattkäfer (Chrysomelidae) aufgefasst, gelten aber nach neueren Untersuchungen als eigenständig. Die Familie umfasst nur etwa 30 Arten. In Mitteleuropa kommen zwei Arten vor.

## Merkmale
Die imaginalen Käfer erreichen eine Körperlänge von meist 3 bis 8 Millimeter, in einer tropischen Art bis 16 Millimeter. Ihre generelle Körpergestalt ist langgestreckt parallelseitig, dorsoventral (von oben nach unten) ein wenig abgeflacht, gut zweimal bis zweieinhalb mal so lang wie breit. Sie sind gelb, orange, rot, bräunlich bis schwarz gefärbt, gelegentlich mit schwachem Metallglanz, oft einfarbig, gelegentlich mit abweichend gefärbten oder mit Makeln versehenen Flügeldecken (Elytren). Ihr Integument ist glatt, teilweise kurz behaart. Der Kopf ist relativ kurz, etwas hängend, nach hinten verengt, aber nicht abrupt deutlich abgeschnürt. Die Komplexaugen sind im Umriss nicht eingebuchtet, sie sind unbehaart und ragen deutlich halbkugelförmig aus der Kopfkontur heraus. Die Stirnregion (Frons) besitzt keine Grube. Die fadenförmigen Antennen bestehen aus elf, meist vom vierten an schwach erweiterten, Gliedern, sodass sie schwach gesägt erscheinen, sie sind von moderater Länge. Ihre Einlenkungen (Fühlergruben) liegen zwischen den Mandibeln und dem Augenrand, sie sind von oben frei sichtbar. Der Halsschild (Pronotum) ist meist schmaler als die Flügeldecken, so breit oder breiter als der Kopf, die Seiten abgerundet mit größter Breite etwas vor der Mitte, oder hinten ausgerandet, an der Seite einfach abgerundet oder mit einer wulstigen Kante. Die Flügeldecken sind parallelseitig langgestreckt, hinten abgerundet, an den Seiten mit einer untergeschlagenen, von einer Kante begrenzten Seitenfläche (Epipleuren). Sie sind deutlich punktiert, ohne Streifung, mit meist regelloser, nicht in Reihen angeordneter Punktur. Sie besitzen voll entwickelte Hinterflügel und sind, soweit bekannt, flugfähig. Die Beine sind kräftig, mit großem Schenkelring (Trochanter), sodass Hüften und Schenkel deutlich voneinander entfernt sind. Die Schienen sind manchmal etwas gekrümmt, zur Spitze hin etwas erweitert, mit zwei Endspornen. Sie sind mit vier Kielen längsgekielt, von denen zwei Haare (Setae) tragen. Wie typisch für alle verwandten Familien, ist an den fünfgliedrigen Tarsen das vierte Glied sehr klein und schwer sichtbar, in einer Aussparung des verbreiterten und auf der Unterseite behaarten dritten Glieds verborgen.

## Verbreitung
Von den beiden Unterfamilien sind die Orsodacninae holarktisch, in Nordamerika, Europa und Asien. Die Aulacoscelidinae leben in Süd-, Mittel- und Nordamerika, nördlich bis in die südwestlichen USA.

## Biologie und Lebensweise
Die Larven und Imagines der Orsodacnidae sind pflanzenfressend (phytophag). Die Imagines von Orsodacne ernähren sich von Pollen, bevorzugt werden Arten aus der Familie der Rosengewächse. Als Fraßpflanzen der Larven werden verschiedene Arten angegeben, vermutlich an Wurzeln, ihre Spezialisierung ist unklar. Aulacoscelidinae werden ebenfalls an Blüten angetroffen, die meisten Angaben liegen aber an Palmfarnen (Cycadeen) vor, insbesondere der Gattungen Dioon und Zamia. Einige Arten sind offenbar imstande, die in diesen Pflanzen vorkommenden Toxine zu speichern und zu ihrer eigenen Verteidigung zu nutzen. Eine (nicht zur Art identifizierte) Larve einer Aulacoscelidinae (nach genetischer Untersuchung bestätigt, möglicherweise einer Janbechynea-Art) wurde in einem aus Mexiko stammenden Samen von Dioon merolae gefunden.

## Phylogenie, Taxonomie und Systematik
Traditionell galt die Gruppe, als Orsodacninae, als eine Unterfamilie der Blattkäfer (Chrysomelidae). Einige Taxonomen vermuteten, ähnlich wie bei den Megalopodidae, eine engere Verwandtschaft zu den Bockkäfern (Cerambycidae) oder eine basale Stellung zu beiden Familien, was die Blattkäfer paraphyletisch gemacht hätte. Uneinigkeit bestand ebenso in der Platzierung der Gattung Zeugophora, für sie wurde eine Unterfamilie Zeugophorinae eingerichtet, heute wird sie in die Familie der Megalopodidae gestellt. Heute werden, basierend sowohl auf morphologischen wie auf genetischen Untersuchungen, die Orsodacnidae als vermutliche Schwestergruppe der Blattkäfer aufgefasst.
Die Familie umfasst in aktueller Abgrenzung nur noch zwei Unterfamilien mit drei Gattungen. Von den etwa 30 Arten kommen zwei auch in Mitteleuropa vor.
Familie Orsodacnidae
- Unterfamilie Orsodacninae
  - Gattung Orsodacne
    - Art Orsodacne humeralis
    - Art Orsodacne cerasi (Kirsch-Blatthähnchen)
- Unterfamilie Aulacoscelidinae
  - Gattung Aulacoscelis
  - Gattung Janbechynea

## Fossile Funde
Die Gattungen Protoscelis, Protosceloides, Pseudomegamerus, Cerambyomima und Tarsomegamerus, erhalten als Kompressionsfossilien in Kalksteinen des Jura, wurden von einigen Autoren den Aulacoscelidinae zugeordnet. Andere Autoren halten diese Zuordnung für unsicher oder bestreiten sie ganz, da zu wenig diagnostische Merkmale erhalten seien. Die fossilführenden Strata sind von Nacktsamern, darunter auch Palmfarnen, dominiert, sodass eine seit dem Mesozoikum bestehende Bindung der Unterfamilie an Palmfarne möglich erscheint.